# Hermann von Bychelberg
Friedrich Wilhelm August Hermann Bychelberg, seit 1871 von Bychelberg (* 14. März 1823 in Stolp; † 18. April 1908 in Görlitz) war ein preußischer General der Artillerie.

## Leben

### Herkunft
Hermann war ein Sohn des preußischen Oberstleutnants und Kommandanten des Invalidenhauses in Stolp Christian David Bychelberg (1766–1836) und dessen Ehefrau Wilhelmine, geborene Teichert († 1870). Seine Schwester Caroline (1796–1873) war mit dem preußischen Generalmajor Karl Friedrich Wilhelm Reichel (1798–1862) verheiratet.

### Militärkarriere
Bychelberg besuchte die Höhere Bürgerschule in seiner Heimatstadt sowie die Kadettenhäuser in Kulm und Berlin. Am 9. August 1840 wurde er als aggregierter Sekondeleutnant der Garde-Artillerie-Brigade der Preußischen Armee überwiesen und absolvierte ab Oktober 1841 für ein Jahr die Vereinigte Artillerie- und Ingenieurschule. Im Anschluss daran wurde er am 13. Oktober 1842 mit Patent vom 8. Oktober 1840 zum Artillerieoffizier ernannt und Ende Januar 1844 in die Garde-Artillerie-Brigade einrangiert. 1846/49 war Bychelberg zur Artillerieprüfungskommission kommandiert und nahm im März 1848 an der Niederschlagung der Straßenkämpfe in Berlin teil. Als Premierleutnant war Bychelberg ab 1854 untersuchungsführender Offizier der I. Abteilung, stieg Anfang Januar 1857 zum Hauptmann auf und wurde Ende April 1859 Kommandeur der Handwerkerkompanie. Am 23. Februar 1861 erfolgte seine Ernennung zum Batteriechef. In dieser Stellung nahm Bychelberg 1864 während des Krieges gegen Dänemark an der Belagerung von Fredericia sowie dem Sturm auf die Düppeler Schanzen teil und erhielt für sein Wirken den Roten Adlerorden IV. Klasse mit Schwertern.
Am 21. März 1865 wurde Bychelberg Mitglied der Artillerieprüfungskommission und am 23. September 1865 unter Belassung in dieser Stellung à la suite des Garde-Artillerie-Regiments gestellt. Zugleich war er ab Mitte Oktober auch als Mitglied der Prüfungskommission für Premierleutnant der Artillerie tätig und avancierte am 7. November 1865 zum Major. Am 13. Mai 1866 trat er mit der Ernennung zum Kommandeur der I. Abteilung des Garde-Artillerie-Regiments in den Truppendienst zurück und nahm während des folgenden Deutschen Krieges an den Kämpfen bei Soor, Königinhof und Königgrätz teil. Er wurde mit dem Kronenorden III. Klasse mit Schwertern ausgezeichnet und Mitte Juni 1869 zum Oberstleutnant befördert. Als Kommandeur der 1. Fußabteilung rückte er 1870 in den Krieg gegen Frankreich und nahm an den Kämpfen bei Gravelotte, Beaumont und Sedan sowie der Belagerung von Paris teil. Neben beiden Klassen des Eisernen Kreuzes wurde ihm das Ritterkreuz des Militär-St.-Heinrichs-Ordens verliehen.
Nach dem Friedensschluss erhob ihn Kaiser Wilhelm I. „wegen der im Kriege gegen Frankreich vor dem Feinde bewiesenen Tapferkeit“ am 16. Juni 1871 in den erblichen preußischen Adelsstand. Am 18. August 1871 erhielt Bychelberg den Charakter als Oberst und am 21. September 1871 das Patent zu seinem Dienstgrad. Zugleich wurde er zum Chef des Stabes der Generalinspektion der Artillerie ernannt und Mitte Oktober von seinem Verhältnis als Mitglied der Prüfungskommission entbunden. Nachdem er Anfang Juni 1874 Rang und Gebührnisse eines Brigadekommandeurs erhalten hatte, wurde er am 2. Mai 1875 unter Stellung à la suite des Generalstabes der Armee zum Kommandeur der 11. Feldartillerie-Brigade in Kassel ernannt und am 22. März 1876 zum Generalmajor befördert. Mit der Beförderung zum Generalleutnant folgte am 28. Juni 1881 seine Ernennung zum Inspekteur der 3. Feldartillerie-Inspektion in Hannover. In dieser Eigenschaft erhielt er im Januar 1884 anlässlich des Ordensfestes den Stern zum Roten Adlerorden II. Klasse mit Eichenlaub und Schwertern am Ringe. Unter Verleihung des Kronenordens I. Klasse mit Schwertern wurde Bychelberg am 24. September 1886 mit Pension zur Disposition gestellt.
Nach seiner Verabschiedung verlieh ihm Kaiser Wilhelm II. aus Anlass des 25. Jahrestages der Kämpfe bei Le Bourget den Charakter als General der Artillerie.

### Familie
Bychelberg verheiratet sich am 14. Oktober 1857 in Schweidnitz mit Agnes Hübner (1829–1916), Tochter des Justizrates Johann Hübner. Aus der Ehe gingen die Tochter Klara (* 1859) und der spätere preußische Major Robert (1859–1905) hervor.